# Палечниця (Люблінське воєводство)
Палечниця (пол. Pałecznica) — село в Польщі, у гміні Недзьв'яда Любартівського повіту Люблінського воєводства.
Населення — 818 осіб (2011).
У 1975-1998 роках село належало до Люблінського воєводства.

## Демографія
Демографічна структура станом на 31 березня 2011 року:
|          | Загалом | Допрацездатний вік | Працездатний вік | Постпрацездатний вік |
| -------- | ------- | ------------------ | ---------------- | -------------------- |
| Чоловіки | 396     | 81                 | 278              | 37                   |
| Жінки    | 422     | 96                 | 234              | 92                   |
| Разом    | 818     | 177                | 512              | 129                  |